# Robert Beugré Mambé
Pour les articles homonymes, voir Beugré et Mambé.
Robert Beugré Mambé, né le 1er janvier 1952 à Abiaté (Dabou), est un homme d'État ivoirien, nommé Premier ministre le 16 octobre 2023. Il forme un gouvernement de 33 ministres le 17 octobre 2023. D'ethnie ébrié du groupe Akan, il est gouverneur du district autonome d'Abidjan de 2011 à 2023, député de la circonscription électorale de Songon.

## Formation
Il obtient un baccalauréat scientifique en 1971.
De 1971 à 1973, il fait classe préparatoire de mathématiques supérieures puis maths spé, puis rentre à l'École nationale supérieure des travaux publics (ENSTP) de Yamoussoukro dont il sort diplômé des travaux publics en 1976.
Un financement européen lui permet en 1977 de faire un équivalent d'un diplôme d'études approfondies (DEA) au Centre des hautes études de la construction à Paris (spécialité calcul des structures en béton armé et béton précontraint).
En 1994, il suit une formation sur le financement du logement à Paris au centre de formation continue de l'École nationale des ponts et chaussées.

## Carrière dans les travaux publics
De retour en Côte d'Ivoire, Robert Beugré Mambé est de 1977 à 1981 chef du département grande infrastructure du bureau central des études techniques (BCET, actuel BNETD).
Robert Beugré Mambé est directeur de cabinet du ministre de la Construction et de l'Urbanisme de 1981 à 1984.
De 1977 à 1985, il est chef de département grandes infrastructures du BCET.
De 1985 à 1990, il est conseiller technique au ministère des Transports et de l'Urbanisme, puis directeur de cabinet dans ce même ministère et enfin directeur de cabinet du ministère de l’Équipement, des Transports et du Tourisme, chargé de conduire les réflexions sur la valorisation des permis professionnels.
De 1990 à 1995, il est directeur de cabinet du ministre du Logement, du Cadre de vie et de l’Environnement puis directeur de cabinet du ministre de la Construction.
De 1995 à 2001, il est coordinateur du Projet Banque mondiale sur la nouvelle politique de l’habitat en Côte d'Ivoire.
Durant la même période, il est le premier adjoint au maire de Songon chargé des problèmes de développement urbain et des pistes agricoles et villageoises.
De 2001 à 2006, il est consultant privé pour plusieurs mairies (Plateau, Port-Bouët) et institutions (BNETD, Banque nationale d'investissement, Direction générale des impôts, etc.).

## Carrière politique
Il est élu président de la Commission électorale indépendante (CEI) à l'automne 2005 et devient l'une des « bêtes noires » du président de la République Laurent Gbagbo. Celui-ci l'accuse en 2010 de « fraude » et de « manipulation » dans le traitement des contentieux sur la liste électorale provisoire. En février 2010, la CEI est dissoute.
Il est remarqué en 2010 pour sa ténacité et son sang-froid lors de l'élaboration très conflictuelle de la liste électorale. Son éviction par le pouvoir est alors régulièrement évoquée mais malgré la pression, il refuse de démissionner.
Le nouveau président Alassane Ouattara le nomme gouverneur du district autonome d'Abidjan en 2011.
En juillet 2016, il est nommé ministre auprès du président de la République chargé des Jeux de la Francophonie qui se tiennent en juillet 2017, poste qu'il occupe jusqu'en 2018.
En 2018, quand le PDCI rompt avec le RHDP, il décide de rester au sein du parti au pouvoir. Beugré Mambé est aujourd'hui un des vice-présidents du parti.
Il est élu député de la circonscription électorale de Songon le 6 mars 2021 puis maire de la commune de Songon le 2 septembre 2023,.
Il est nommé Premier ministre le 16 octobre 2023 par Alassane Ouattara,,. Beugré Mambé quitte alors le poste de gouverneur du district autonome d'Abidjan. Il prend officiellement fonction le 17 octobre 2023, à la suite de la passation de charge entre lui et son prédécesseur Patrick Achi.  Il met en place son gouvernement ce même jour, composé de 33 membres. Robert Beugré Mambé est aussi ministre des Sports et du Cadre de vie dans son gouvernement,,.

## Famille et vie privée
Le père de Robert Beugré Mambé est Elie Danho Mambé et sa mère Jeanne N'Guessan Wahon. 
Robert Beugré Mambé est père de cinq enfants avec son épouse Marthe Irma Djedji, décédée le 31 octobre 2021 à Paris.
Fils de pasteur, il est lui-même prédicateur de l’Église méthodiste unie de Cöte d'Ivoire (EMUCI) au Temple Jubilé de Cocody.

## Distinction
- Officier du Mérite sportif de Côte d'Ivoire en 1986[1]
- Chevalier de l'ordre du Mérite de Côte d'Ivoire en 1988[17]
- Officier de l'ordre du Bélier en 2004[17]
- Docteur honoris causa de l’École de commerce de Lyon en 2023[3]